# Бак, Дмитрий Петрович
Дми́трий Петро́вич Бак (род. 24 июня 1961, Елизово, Камчатская область) — российский литературовед и литературный критик, журналист, переводчик. Профессор Российского государственного гуманитарного университета, директор Государственного литературного музея. Кандидат филологических наук (1991).

## Биография
Родился в семье военного врача. В 1983 г. с отличием окончил филологический факультет Черновицкого государственного университета.
В 1983—1984 гг. преподавал на кафедре теории литературы и зарубежных литератур Черновицкого государственного университета, был научным редактором университетского издательства.
В 1984—1990 гг. преподавал на кафедре теории литературы и истории зарубежных литератур Кемеровского государственного университета (ассистент, старший преподаватель).
С 1991 года — в Российском гуманитарном университете: старший преподаватель кафедры истории и теории культуры факультета музеологии. С 1992 г. — на кафедре истории русской литературы (старший преподаватель, с 1995 г. — доцент, с 2001 г. — профессор) историко-филологического факультета (с 2002 г. — Института филологии и истории). Одновременно:
- в 1992—1997 гг. — заместитель декана историко-филологического факультета,
- в 1998—2006 гг. — заместитель директора российско-немецко-французского Института европейских культур, был членом Правления института,
- с 2003 г. — директор Центра новейшей русской литературы. Разработал и реализовал несколько научных и прикладных проектов по изучению современной прозы и поэзии.

С марта 2006 по февраль 2013 г. — проректор университета по научной работе. С 2008 г. заведует кафедрой истории русской литературы новейшего времени Института филологии и истории РГГУ.
Одновременно с 2006 г. — профессор кафедры искусствоведения Школы-студии (вуз) им. Вл. И. Немировича-Данченко при МХАТ им. А. П. Чехова, преподаёт историю русской литературы на факультете актёрского мастерства; автор проекта встреч студентов Школы-студии с поэтами и прозаиками «Современная русская литература: лица и голоса».
С 11 февраля 2013 года — директор Государственного музея истории российской литературы имени В.И. Даля в Москве.
Читал лекции в Университете Гумбольдта (Берлин, 1997, 1998, 2000), Университете Лексингтона (2001), в Ягеллонском университете (Краков, 2009).
Член Союза писателей Москвы (с 1995) и Союза журналистов Москвы (с 1997).
Участник литературных научно-образовательных и просветительских программ на радио («Эхо Москвы», «Радио России — Культура», «Сити ФМ» и др.), телепрограмм на телеканале «Культура» («Культурная революция», «Апокриф», «Тем временем», «Игра в бисер» и др.). Автор и ведущий:
- программы «Основной состав» на Радио Культура
- циклов лекций о классической и современной литературе на радио «Радио Россия — Культура»
- программы «Документальная история»
- цикла телевизионных уроков по русской литературе для школьников старших классов (канал «Бибигон»).

С 2022 года — ведущий подкаста на Первом канале «Пусть не говорят, пусть читают!» (проект «ПодкастЛаб»).
Председатель Литературной академии (жюри) Национальной литературной премии «Большая книга». Входит в состав жюри литературной премии им. Аполлона Григорьева (1999—2005), Российской национальной премии «Поэт» (Общества поощрения русской поэзии), премии «Просветитель». Председатель Общественного совета Независимой литературной премии «Дебют». Возглавлял жюри премии «Дебют» (2009). Является автором проекта «Всероссийская литературная премия „Студенческий Букер“».
Занимался спортом, имел звание кандидата в мастера спорта по футболу.

### Общественная позиция
В марте 2014 года подписал письмо «Деятели культуры России — в поддержку позиции президента РФ по Украине и Крыму».
Возглавляет Экспертный центр при Российском книжном союзе.
В 2024 году вошёл в Совет при президенте Российской Федерации по культуре и искусству.

### Семья
Женат. Сын — Дмитрий Борисов (род. 1985), российский журналист, ведущий Первого канала. Две дочери: Мария и Анна.

## Научная деятельность

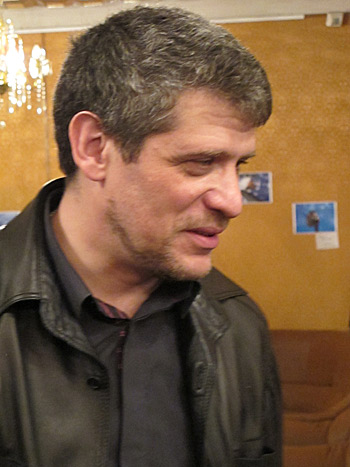
Бак в 2011 г.

В 1991 г. в Институте мировой литературы защитил кандидатскую диссертацию («Творческая рефлексия в литературном произведении: структура и функции»).
Основные направления исследований:
- история русской классической литературы и литературной критики,
- история современной русской поэзии и прозы,
- история отечественного образования,
- творческое наследие русского поэта Арсения Тарковского (подготовка полного научного издания оригинальных стихотворений).

Автор более 250 публикаций, в числе которых монография, статьи по истории классической русской литературы и современной русской прозы и поэзии, литературно-критические работы, рецензии, переводы с английского, немецкого и польского языков, публикации источников, учебные пособия и учебники для средней школы (соавтор учебника под редакцией А. Архангельского для 10-го класса, выдержавшего 9 изданий), работы по истории образования, публицистические статьи в центральных газетах и журналах («Новый мир», «Знамя», «Октябрь», «Вопросы литературы», «Новое литературное обозрение», «Литературная газета», «Новая газета» и др.), публикации в сети. Опубликовал несколько подборок стихов в отечественных и зарубежных периодических изданиях и сборниках.
Участник научных конференций, литературных и гуманитарных фестивалей и форумов в России, Испании, Казахстане, Латвии, Украине, Китае, Израиле, Чехии, Германии, Греции (форум «Диалог культур»), Италии, Франции, США. Участник проекта «Литературный экспресс», организованного Федеральным агентством по печати и массовым коммуникациям (октябрь 2008 — творческая поездка по маршруту Чита — Биробиджан — Хабаровск — Владивосток).
В 1993—2001 гг. выполнял исследования по грантам Института «Открытое общество»; стажировался в университете Гумбольдта (Берлин, 1997—1998; грант Немецкой службы академических обменов), в Висбю (Швеция, 2000; грант Балтийского союза писателей и переводчиков).

## Награды и признание
- победитель Всесоюзной студенческой олимпиады по филологии (Ленинград, 1981)
- победитель Всесоюзного конкурса студенческих научных работ по истории и теории литературы (Кемерово, 1983)
- премия литературно-художественного журнала «Октябрь» (2005, 2012)
- Почётная медаль Министерства культуры Российской Федерации «150-летие А. П. Чехова» (2010)
- Благодарность Руководителя Федерального агентства по печати и массовым коммуникациям, (2010) 18.11.2010, № 87-п
- Почётная медаль Министерства культуры Российской Федерации «100-летие А. Т. Твардовского» (2010)
- Почётный работник высшего профессионального образования Российской Федерации[5]
- Кавалер ордена Заслуг перед Республикой Польша (26 апреля 2012, Польша)[6]
- Памятная медаль Министерства культуры Российской Федерации «200-летие со дня рождения М. Ю. Лермонтова» (25 сентября 2014, № 2-ОН)
- Медаль ордена «За заслуги перед Отечеством» II степени (25 октября 2018)[7]
- Почётная грамота Президента Российской Федерации (4 мая 2021)[8].
- Орден Дружбы (27 апреля 2023)[9].
- Премия Правительства Российской Федерации в области культуры (26 декабря 2023)[10].